# Адунаци (Арђеш)
Адунаци (рум. Adunați) насеље је у Румунији у округу Арђеш у општини Рака. Oпштина се налази на надморској висини од 172 m.

## Становништво
Према подацима из 2002. године у насељу је живело 253 становника, од којих су сви румунске националности.